# Erika Spirić
Erika Spirić (rođena 1955.) je ugledna hrvatska primalja u mirovini. Za svoj rad u primaljstvu primila je nagradu UNICEF-a i grada Varaždina. Jedna je od osnivačica Hrvatske komore primalja.  Zalaže se za kvalitetno primaljstvo i pravo žena na izbor u porođaju.

## Biografija
Erika Spirić završila je Srednju primaljsku školu u Zagrebu (1974.) i Višu školu za medicinske sestre ginekološko opstetričkog smjera na Zdravstvenom veleučilištu u Zagrebu (1983). Radni vijek provela je radeći na Odjelu ginekologije i porodništva Opće bolnice Varaždin kao glavna primalja.
Aktivna je na području edukacije primalja, kao voditeljica praktikuma i mentorica. Koautorica je kurikuluma za prvostupnički program primaljstva u Zagrebu i Splitu, te je članica radne skupine Hrvatske udruge za promicanje primaljstva, koja želi pokrenuti sveučilišne primaljske programe u Zagrebu, Rijeci i Splitu. Radila je na nacrtima Zakona o primaljstvu, jedna je od osnivačica Hrvatske komore primalja te predsjednica Vijeća Hrvatske komore primalja.
Uspostavila je i vodila program antenatalnog obrazovanja u Općoj bolnici Varaždin. Aktivna je na području primaljstva i zalaže se za visokokvalitetnu primaljsku skrb i pravo žena na izbor prilikom poroda.

## Nagrade i priznanja
2016. UNICEF-ova nagrada "Prijateljica generacijama djece"
2016. Nagrada grada Varaždina